# Chrysosoma oculatum
Chrysosoma oculatum är en tvåvingeart som beskrevs av Becker 1922. Chrysosoma oculatum ingår i släktet Chrysosoma och familjen styltflugor. Inga underarter finns listade i Catalogue of Life.